# Mesochorus chasseralis
Mesochorus chasseralis är en stekelart som beskrevs av Schwenke 1999. Mesochorus chasseralis ingår i släktet Mesochorus och familjen brokparasitsteklar. Inga underarter finns listade i Catalogue of Life.